# Circuito integrado fotónico

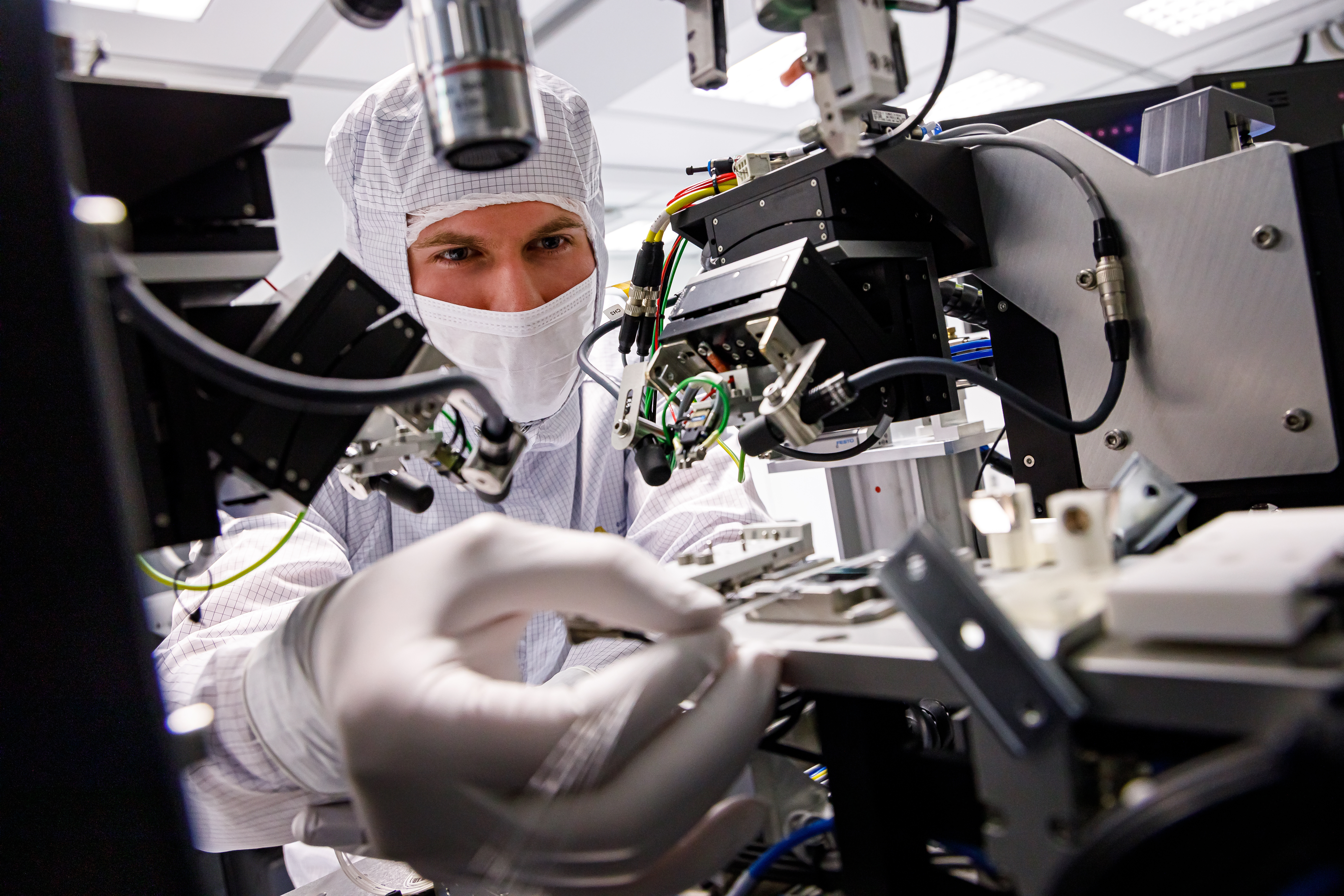
Investigador del Laboratorio FMN en proceso de ensamblar un procesador neuromórfico basado en un circuito integrado fotónico que permite realizar cálculos a la velocidad de la luz. Para fabricar tales dispositivos ópticos, FMN Lab ha desarrollado procesos tecnológicos destinados a lograr pérdidas extremadamente bajas. El ciclo completo de creación de un procesador incluye varias etapas: desde la preparación de la superficie de una oblea de silicio y la deposición de recubrimientos multicapa de película fina hasta la fabricación de topologías de circuitos a nanoescala y el ensamblaje automatizado de módulos y componentes de procesadores de fibra óptica.

Un circuito fotónico integrado (PIC, por sus siglas en inglés) o circuito óptico integrado es un microchip que contiene dos o más componentes fotónicos que forman un circuito funcional. Esta tecnología detecta, genera, transporta y procesa la luz. Los circuitos integrados fotónicos utilizan fotones (o partículas de luz) a diferencia de los electrones que utilizan los circuitos integrados electrónicos. La principal diferencia entre ambos es que un circuito integrado fotónico proporciona funciones para señales de información impuestas en longitudes de onda ópticas, normalmente en el espectro visible o en el infrarrojo cercano (850-1650 nm).
La plataforma material más utilizada comercialmente para los circuitos integrados fotónicos es el fosfuro de indio (InP), que permite la integración de varias funciones ópticamente activas y pasivas en el mismo chip. Los primeros ejemplos de circuitos integrados fotónicos eran simples láseres de reflector de Bragg distribuido (DBR) de dos secciones, formados por dos secciones de dispositivo controladas independientemente: una sección de ganancia y una sección de espejo DBR. En consecuencia, todos los láseres monolíticos sintonizables modernos, los láseres ampliamente sintonizables, los láseres y transmisores modulados externamente, los receptores integrados, etc. son ejemplos de circuitos integrados fotónicos. A partir de 2012, los dispositivos integran cientos de funciones en un solo chip. Los trabajos pioneros en este campo se realizaron en los Laboratorios Bell. Los centros académicos de excelencia más notables de circuitos integrados fotónicos en InP son la Universidad de California en Santa Bárbara (EE. UU.), la Universidad Tecnológica de Eindhoven y la Universidad de Twente (Países Bajos).
En 2005 se demostró que el silicio, a pesar de ser un material de banda prohibida indirecta, puede utilizarse para generar luz láser a través de la no linealidad Raman. Estos láseres no se accionan eléctricamente, sino ópticamente, por lo que necesitan una fuente láser de bombeo óptico adicional. 

## Historia
La fotónica es la ciencia que estudia la detección, generación y manipulación de fotones. Según la mecánica cuántica y el concepto de dualidad onda-partícula propuesto por primera vez por Albert Einstein en 1905, la luz actúa a la vez como onda electromagnética y como partícula. Por ejemplo, la reflexión interna total en una fibra óptica permite que ésta actúe como guía de ondas.
Los circuitos integrados que utilizan componentes eléctricos se desarrollaron por primera vez a finales de los años 40 y principios de los 50, pero hubo que esperar hasta 1958 para que se comercializaran. Cuando se inventaron el láser y el diodo láser en la década de 1960, el término "fotónica" pasó a ser de uso más común para describir la aplicación de la luz para sustituir aplicaciones que antes se conseguían mediante el uso de la electrónica.
En los años 80, la fotónica cobró fuerza por su papel en la comunicación por fibra óptica. A principios de la década, Meint Smit, asistente de un nuevo grupo de investigación de la Universidad Tecnológica de Delft, empezó a ser pionero en el campo de la fotónica integrada. Se le atribuye la invención de la rejilla de guía de ondas en matriz (AWG): un componente básico de las modernas conexiones digitales para Internet y los teléfonos. Smit ha recibido varios galardones, entre ellos una subvención avanzada del ERC, un premio Rank de Optoelectrónica y un LEOS Technical Achievement Award.
Gracias a la labor pionera de Meint Smit y Ton Backx en las últimas décadas, el sector neerlandés de la fotónica integrada ha cobrado protagonismo. Backx ha sido nombrado Caballero de la Orden del León de los Países Bajos por, entre otras cosas, su papel en la reforma del Departamento de Ingeniería Eléctrica de la Universidad Tecnológica de Eindhoven y en la fundación tanto del Instituto de Integración Fotónica como de PhotonDelta.
En octubre de 2022, durante un experimento celebrado en la Universidad Técnica de Dinamarca, en Copenhague, un chip fotónico transmitió 1,84 petabits por segundo de datos a través de un cable de fibra óptica de más de 7,9 kilómetros de longitud. En primer lugar, el flujo de datos se dividió en 37 secciones, cada una de las cuales se envió por un núcleo independiente del cable de fibra óptica. A continuación, cada uno de estos canales se dividió en 223 partes correspondientes a picos de luz equidistantes a lo largo del espectro.

## Comparación con la integración electrónica
A diferencia de la integración electrónica, en la que el silicio es el material dominante, los circuitos integrados de sistemas fotónicos se han fabricado a partir de diversos sistemas de materiales, incluidos cristales electroópticos como el niobato de litio, sílice sobre silicio, silicio sobre aislante, diversos polímeros y materiales semiconductores que se utilizan para fabricar láseres semiconductores como GaAs e InP.  Se utilizan distintos sistemas de materiales porque cada uno ofrece ventajas y limitaciones diferentes según la función que se quiera integrar. Por ejemplo, los PIC basados en sílice (dióxido de silicio) tienen propiedades muy deseables para circuitos fotónicos pasivos como los AWG (véase más adelante) debido a sus pérdidas comparativamente bajas y a su baja sensibilidad térmica, los PIC basados en GaAs o InP permiten la integración directa de fuentes de luz y los PIC de silicio permiten la cointegración de la fotónica con la electrónica basada en transistores.
Las técnicas de fabricación son similares a las empleadas en los circuitos electrónicos integrados, en los que se utiliza la fotolitografía para crear patrones de obleas para el grabado y la deposición de materiales. A diferencia de la electrónica, donde el dispositivo principal es el transistor, no existe un único dispositivo dominante. La gama de dispositivos necesarios en un chip incluye guías de onda de interconexión de bajas pérdidas, divisores de potencia, amplificadores ópticos, moduladores ópticos, filtros, láseres y detectores. Estos dispositivos requieren distintos materiales y técnicas de fabricación, por lo que es difícil realizarlos todos en un único chip.
Las nuevas técnicas que utilizan la interferometría fotónica resonante están abriendo el camino para que los LED UV se utilicen para los requisitos informáticos ópticos con costes mucho más baratos, lo que abrirá el camino a la electrónica de consumo de petahercios.

## Ejemplos de circuitos fotónicos integrados
La principal aplicación de los circuitos integrados fotónicos es la comunicación por fibra óptica, aunque también pueden tener aplicaciones en otros campos, como la biomedicina y la informática fotónica.
Las rejillas de guía de ondas (AWG) que suelen utilizarse como demultiplexores ópticos en los sistemas de comunicación por fibra óptica multiplexados por división de longitud de onda (DWDM) son un ejemplo de circuito integrado fotónico que ha sustituido a los anteriores esquemas de multiplexación que utilizaban múltiples elementos de filtro discretos. Dado que la separación de modos ópticos es necesaria para la computación cuántica, esta tecnología puede ser útil para miniaturizar los ordenadores cuánticos.
Otro ejemplo de chip fotónico integrado que se utiliza actualmente en sistemas de comunicación por fibra óptica es el láser modulado externamente (EML), que combina un diodo láser de realimentación distribuida con un modulador de electroabsorción en un único chip basado en InP. 

## Aplicaciones
A medida que aumenta el consumo mundial de datos y crece la demanda de redes más rápidas, el mundo necesita encontrar soluciones más sostenibles a la crisis energética y el cambio climático. Al mismo tiempo, aparecen en el mercado aplicaciones cada vez más innovadoras para la tecnología de sensores, como Lidar en vehículos de conducción autónoma. Es necesario seguir el ritmo de los retos tecnológicos.
La expansión de las redes de datos y los centros de datos 5G, unos vehículos de conducción autónoma más seguros y una producción de alimentos más eficiente no pueden satisfacerse de forma sostenible únicamente con tecnología de microchips electrónicos. Sin embargo, la combinación de dispositivos eléctricos con fotónica integrada ofrece una forma más eficiente desde el punto de vista energético de aumentar la velocidad y la capacidad de las redes de datos, reducir los costes y satisfacer una gama cada vez más diversa de necesidades en distintos sectores. 

### Datos y telecomunicaciones
La principal aplicación de los PIC es la comunicación por fibra óptica. Un ejemplo de circuito integrado fotónico son las rejillas de guía de ondas (AWG) que suelen utilizarse como demultiplexores ópticos en los sistemas de comunicación por fibra óptica con multiplexación por división de longitud de onda (WDM). Otro ejemplo en los sistemas de comunicación por fibra óptica es el láser modulado externamente (EML), que combina un diodo láser de realimentación distribuida con un modulador de electroabsorción. Por ejemplo, EFFECT Photonics desarrolla soluciones de comunicaciones ópticas asequibles y de alto rendimiento, como los transceptores ópticos SPF+, que ayudan a satisfacer la demanda de ancho de banda y transferencia de datos más rápida.
Los PIC también pueden reducir el consumo de energía en los centros de datos, que gastan una gran proporción de energía en refrigerar los servidores. En comparación con las soluciones exclusivamente electrónicas, los PIC generan mucho menos calor y pueden mitigar la necesidad de refrigeración, reduciendo el consumo de energía. Por ejemplo, QuiX Quantum desarrolla procesadores fotónicos cuánticos que permiten que los ordenadores fotónicos cuánticos funcionen a temperatura ambiente, lo que se traduce en una reducción de tamaño y coste.

### Sanidad y medicina
Gracias al uso de biosensores avanzados y a la creación de instrumentos biomédicos de diagnóstico más asequibles, la fotónica integrada abre la puerta a la tecnología lab-on-a-chip (LOC), reduciendo los tiempos de espera y sacando el diagnóstico de los laboratorios para ponerlo en manos de médicos y pacientes. Basada en un biosensor fotónico ultrasensible, la plataforma de diagnóstico de SurfiX Diagnostics ofrece una gran variedad de pruebas en el punto de atención Del mismo modo, Amazec Photonics ha desarrollado una tecnología de detección por fibra óptica con chips fotónicos que permite detectar la temperatura con alta resolución (fracciones de 0,1 miliKelvin) sin tener que inyectar el sensor de temperatura dentro del cuerpo. De este modo, los especialistas médicos pueden medir tanto el gasto cardíaco como el volumen de sangre circulante desde fuera del cuerpo. Otro ejemplo de tecnología de sensores ópticos es el dispositivo "OptiGrip" de EFI, que ofrece un mayor control de la sensibilidad de los tejidos para una cirugía mínimamente invasiva. 

### Aplicaciones de automoción e ingeniería
Los PIC pueden aplicarse en sistemas de sensores, como Lidar (siglas de light detection and ranging- detección de luz y alcance ), para vigilar el entorno de los vehículos. También pueden implantarse en la conectividad de los automóviles mediante Li-Fi, que es similar a WiFi pero utiliza luz. Esta tecnología facilita la comunicación entre los vehículos y la infraestructura urbana para mejorar la seguridad del conductor. Por ejemplo, algunos vehículos modernos captan las señales de tráfico y recuerdan al conductor el límite de velocidad.
En términos de ingeniería, los sensores de fibra óptica pueden utilizarse para detectar diferentes magnitudes, como la presión, la temperatura, las vibraciones, las aceleraciones y la tensión mecánica. La tecnología de detección de PhotonFirst utiliza la fotónica integrada para medir cosas como los cambios de forma en los aviones, la temperatura de las baterías de los vehículos eléctricos y la tensión de las infraestructuras. 

### Agricultura y alimentación
Los sensores desempeñan un papel importante en las innovaciones de la agricultura y la industria alimentaria para reducir el despilfarro y detectar enfermedades. La tecnología de detección de luz impulsada por los PIC puede medir variables más allá del alcance del ojo humano, lo que permite a la cadena de suministro de alimentos detectar enfermedades, madurez y nutrientes en frutas y plantas. También puede ayudar a los productores de alimentos a determinar la calidad del suelo y el crecimiento de las plantas, así como a medir las emisiones de CO2. Un nuevo sensor miniaturizado de infrarrojo cercano, desarrollado por MantiSpectra, es lo suficientemente pequeño como para caber en un smartphone, y puede utilizarse para analizar compuestos químicos de productos como la leche y los plásticos.  

## Tipos de fabricación y materiales
Las técnicas de fabricación son similares a las empleadas en los circuitos electrónicos integrados, en los que se utiliza la fotolitografía para crear patrones de obleas para el grabado y la deposición de materiales.
Las plataformas consideradas más versátiles son el fosfuro de indio (InP) y el silicio fotónico (SiPh):
  
- Los PIC de fosfuro de indio (InP) tienen generación, amplificación, control y detección de láser activo. Esto los convierte en un componente ideal para aplicaciones de comunicación y detección.
- Los PIC de nitruro de silicio (SiN) tienen una amplia gama espectral y una guía de ondas de pérdidas ultrabajas. Esto los hace muy adecuados para detectores, espectrómetros, biosensores y ordenadores cuánticos. Las guías de ondas TriPleX de LioniX International han conseguido las pérdidas por propagación más bajas registradas en SiN (0,1 dB/cm hasta 0,1 dB/m).
- Los PIC de fotónica de silicio (SiPh) ofrecen bajas pérdidas para componentes pasivos como las guías de onda y pueden utilizarse en circuitos fotónicos minúsculos. Son compatibles con la fabricación electrónica existente.

El término "fotónica de silicio" se refiere más a la tecnología que al material. Combina circuitos fotónicos integrados (PIC) de alta densidad con la fabricación electrónica de semiconductores complementarios de óxido metálico (CMOS). La plataforma tecnológicamente más madura y utilizada comercialmente es el silicio sobre aislante (SOI).
Otras plataformas son:  
- El niobato de litio (LiNbO3) es un modulador ideal para el modo de bajas pérdidas. Es muy eficaz para igualar la entrada-salida de la fibra gracias a su bajo índice y su amplia ventana de transparencia. Para PIC más complejos, el niobato de litio puede formarse en grandes cristales. En el marco del proyecto ELENA, existe una iniciativa europea para estimular la producción de LiNbO3-PICs. También se está intentando desarrollar el niobato de litio sobre aislante (LNOI).
- La sílice tiene un peso reducido y un factor de forma pequeño. Es un componente habitual de las redes de comunicaciones ópticas, como los circuitos planares de ondas luminosas (PLC).
- El arseniuro de galio (GaAS) tiene una gran movilidad de electrones. Esto significa que los transistores GaAS funcionan a altas velocidades, lo que los convierte en controladores de circuitos integrados analógicos ideales para láseres y moduladores de alta velocidad.

Combinando y configurando distintos tipos de chips (incluidos los chips electrónicos existentes) en una integración híbrida o heterogénea, es posible aprovechar los puntos fuertes de cada uno. Este enfoque complementario de la integración responde a la demanda de soluciones energéticamente eficientes cada vez más sofisticadas. 

## Desarrolladores
Las asociaciones público-privadas, como PhotonDelta en Europa y el American Institute for Manufacturing Integrated Photonics en Estados Unidos, también ofrecen cadenas de suministro y ecosistemas integrales para ayudar a poner en marcha y ampliar las empresas que trabajan en el campo de la fotónica integrada.
Organizaciones especializadas en distintos tipos de fabricación e I+D:
- Smart Photonics (Países Bajos) es una fundición de fosfuro de indio (InP)
- Ligentec (Suiza) es una fundición de nitruro de silicio (SiN)
- LioniX International (Países Bajos) es una organización especializada en nitruro de silicio (SiN)
- AMF (Singapur) y VTT (Finlandia) son fundiciones de silicio fotónico (SiPh)
- GlobalFoundries (Estados Unidos), y Tower Semiconductor (Israel) son fundiciones de fotónica de silicio (SiPh)
- Lightelligence, una startup de 2017 que comenzó en el MIT.[20]
- Salience Labs, la empresa de computación fotónica.[21]

## Situación en 2010
En 2010, la integración fotónica era un tema activo en los contratos de Defensa de EE. UU. Fue incluida por el Optical Internetworking Forum para su inclusión en los estándares de redes ópticas de 100 gigahercios.